# Aoplus planinotum
Aoplus planinotum là một loài tò vò trong họ Ichneumonidae.